# Labergement-du-Navois
Pour les articles homonymes, voir L'Abergement (homonymie).
Labergement-du-Navois est une ancienne commune française située dans le département du Doubs, en région Bourgogne-Franche-Comté.
Le 1er janvier 2017, elle fusionne avec Levier pour former la commune nouvelle de Levier,.

## Géographie

### Localisation
Les maisons sont étagées à l'orée de la grande forêt du Jura. Une partie du village, dont l'église, est bâtie sur une barre rocheuse tandis que l'autre partie s'allonge au flanc d'une côte. Un ancien étang existe en contrebas, aujourd’hui aménagé et privé. C'est sans doute là l'origine du navois(ce mot veut dire étang en patois). La Route des Sapins commence sur le territoire de Labergement.

### Communes limitrophes
| Montmahoux | Déservillers                          | Bolandoz         |
| Gevresin   | Labergement-du-Navois (Cne de Levier) |                  |
|            |                                       | Levier chef-lieu |

## Toponymie
L'Abergement de Faloise en 1263 ; Labergement de Deserveler en 1286 ; L'Abergement de la Jouz en 1294 ; L'Abergement du Navoy en 1660.

## Politique et administration

### Liste des maires
| Période                                  | Période       | Identité          | Étiquette | Qualité                                                            |
| ---------------------------------------- | ------------- | ----------------- | --------- | ------------------------------------------------------------------ |
| Les données manquantes sont à compléter. |               |                   |           |                                                                    |
| 1951                                     | 1958          | Simon Bulle       |           | Receveur des Postes à la retraite, Officier de la Légion d'Honneur |
| avant 1981                               | ?             | Simon Saulnier    |           |                                                                    |
| mars 2008                                | décembre 2016 | Jean-Michel Girod | DVD       | Représentant de commerce                                           |

## Population et société

### Démographie
L'évolution du nombre d'habitants est connue à travers les recensements de la population effectués dans la commune depuis 1793. À partir du 1er janvier 2009, les populations légales des communes sont publiées annuellement dans le cadre d'un recensement qui repose désormais sur une collecte d'information annuelle, concernant successivement tous les territoires communaux au cours d'une période de cinq ans. 
Pour les communes de moins de 10 000 habitants, une enquête de recensement portant sur toute la population est réalisée tous les cinq ans, les populations légales des années intermédiaires étant quant à elles estimées par interpolation ou extrapolation. Pour la commune, le premier recensement exhaustif entrant dans le cadre du nouveau dispositif a été réalisé en 2007,.
En 2014, la commune comptait 108 habitants, en évolution de −5,26 % par rapport à 2009 (Doubs : +2,04 %, France hors Mayotte : +2,49 %).
| 1793 | 1800 | 1806 | 1821 | 1831 | 1836 | 1841 | 1846 | 1851 |
| ---- | ---- | ---- | ---- | ---- | ---- | ---- | ---- | ---- |
| 170  | 163  | 205  | 228  | 185  | 178  | 214  | 221  | 200  |

| 1856 | 1861 | 1866 | 1872 | 1876 | 1881 | 1886 | 1891 | 1896 |
| ---- | ---- | ---- | ---- | ---- | ---- | ---- | ---- | ---- |
| 190  | 189  | 192  | 185  | 201  | 195  | 171  | 180  | 190  |

| 1901 | 1906 | 1911 | 1921 | 1926 | 1931 | 1936 | 1946 | 1954 |
| ---- | ---- | ---- | ---- | ---- | ---- | ---- | ---- | ---- |
| 191  | 170  | 147  | 123  | 158  | 153  | 143  | 138  | 144  |

| 1962 | 1968 | 1975 | 1982 | 1990 | 1999 | 2007 | 2012 | 2014 |
| ---- | ---- | ---- | ---- | ---- | ---- | ---- | ---- | ---- |
| 140  | 109  | 97   | 91   | 103  | 85   | 111  | 103  | 108  |

## Culture locale et patrimoine

### Lieux et monuments
- Église Saint-Léonard. Reconstruite au XVIIIe siècle à la place de l'église Saint Léger qui datait de 1442, elle est toute simple, à une seule nef sans bas-côtés, et était couverte en lave. En 1839 l'architecte Maximilien Painchaux de Besançon est chargé de reconstruire la tour du clocher. Devant ce clocher, en 1861, est adossé un porche en pierre d'abord prévu en fonte ; en 1865 on refait la couverture en lave mais elle ne donne pas satisfaction et est alors remplacée par des tuiles d'Altkirch et, en 1879, la croix du clocher abattue par un ouragan est refaite[3].

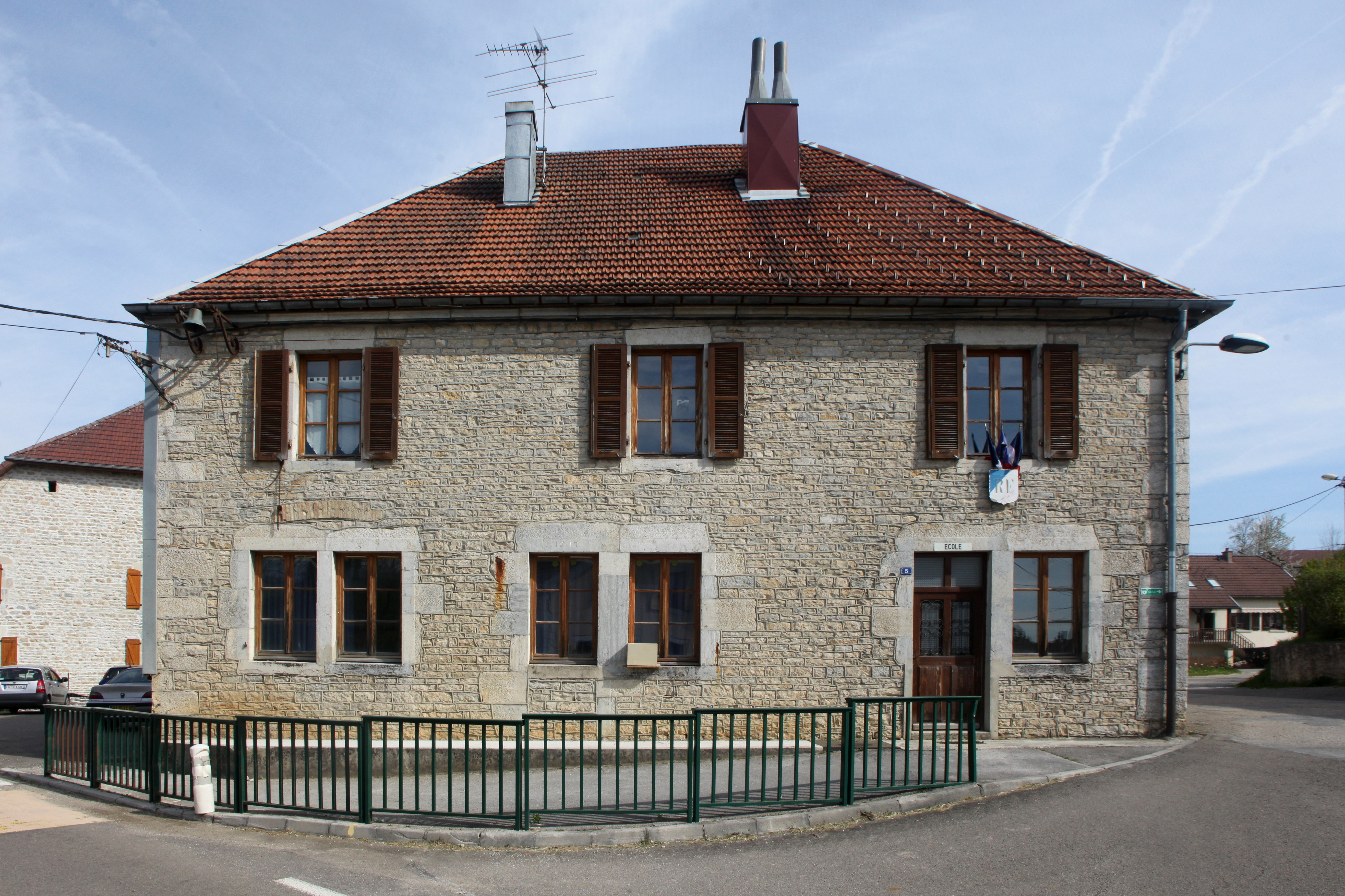
L'ancienne maison commune.
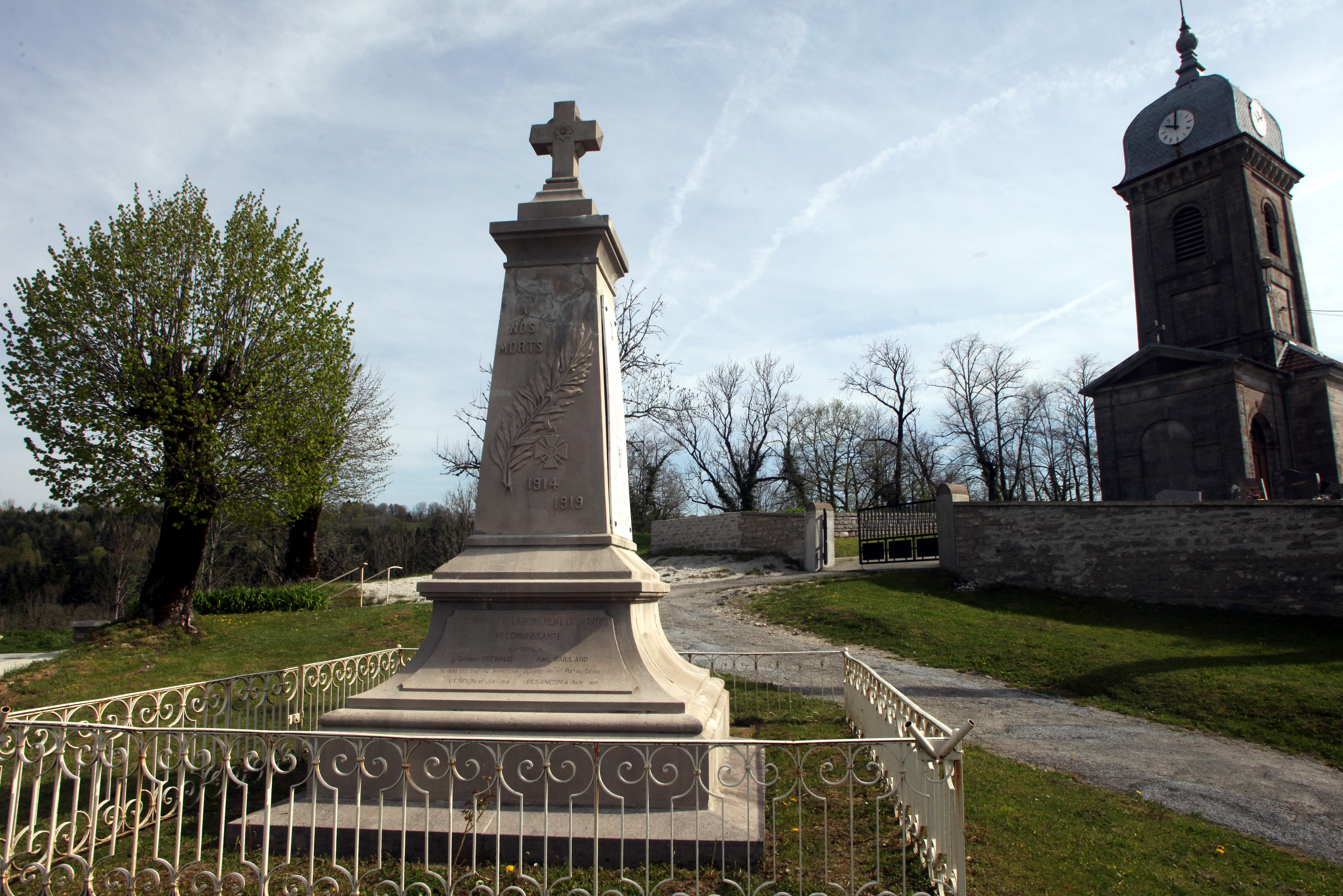
Le monument aux morts.
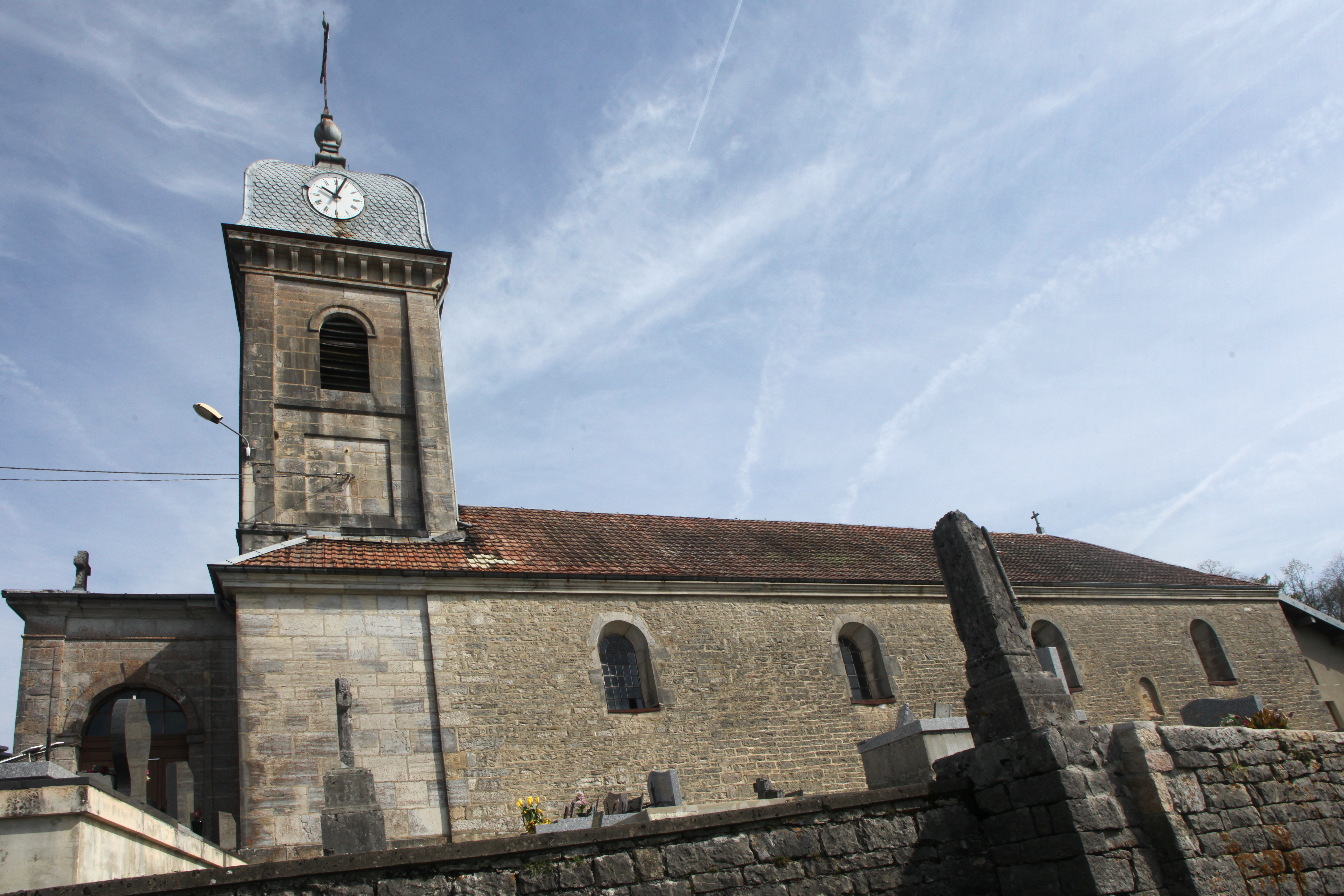
L'église Saint-Léonard.

### Personnalités liées à la commune

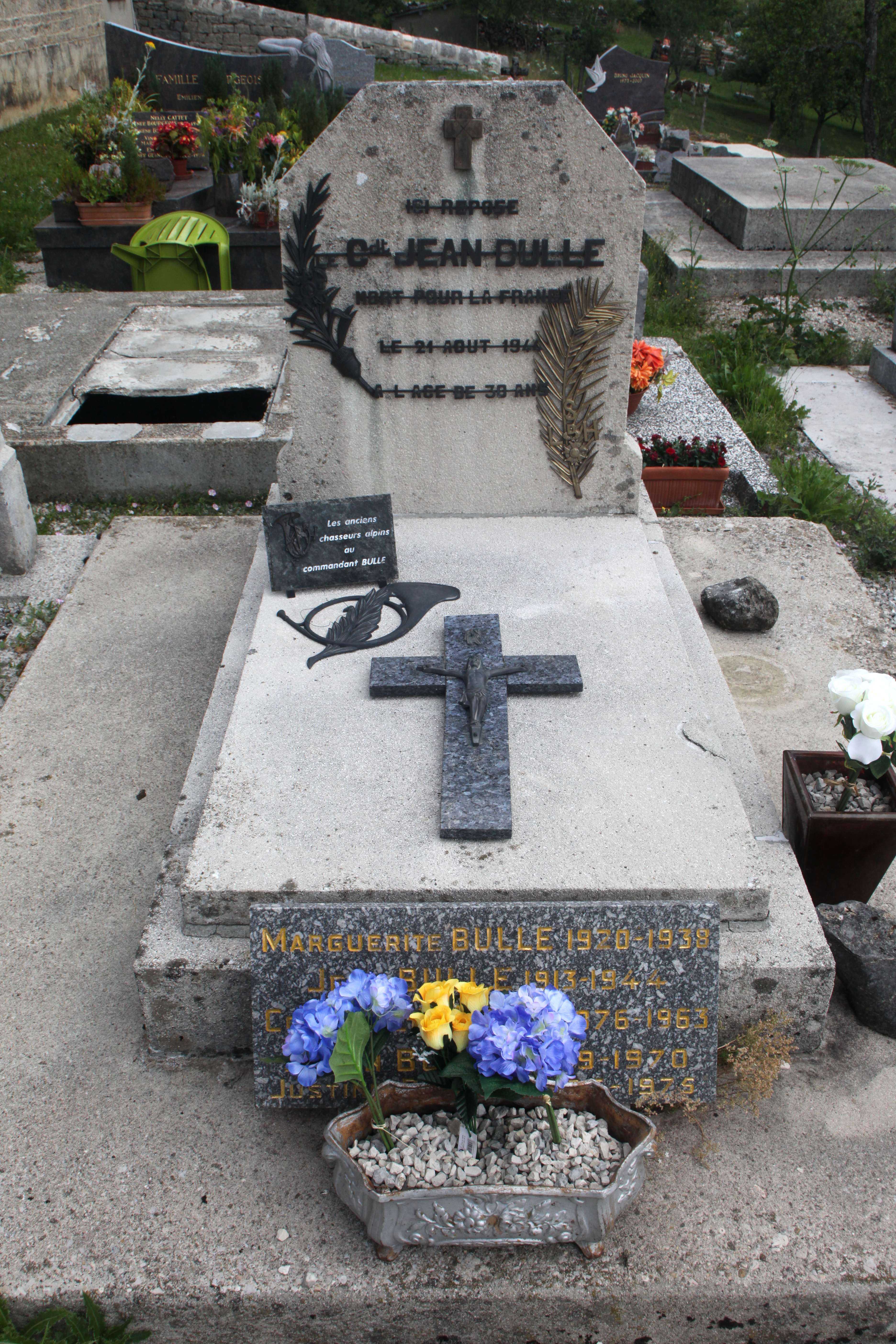
Tombe de Jean Bulle à Labergement-du-Navois (25).

- Jean Bulle (1913-1944), y est inhumé. Né a Pontarlier et effectuant le début de sa carrière militaire à Besançon, il est ensuite affecté en Savoie au sein d'un Bataillon Alpin de Forteresse. À la tête d'une section d'Eclaireurs-Skieurs, il va s'illustrer lors de l'avancée italienne dans les Alpes en 1940 puis dans la clandestinité à la tête du maquis du Beaufortain puis du Bataillon Bulle (fusion de son maquis du Beaufortain et du maquis de Tarentaise dont le chef a été exécuté). Après l'organisation d'un important parachutage d'armes sur le col des Saisies le 1er août 1944, il dirige la libération de la Tarentaise mais est trahi et arrêté le 21 août en tentant de négocier la reddition d'Albertville. Assassiné en cours de route, son corps est abandonné sur le bas-côté. Figure emblématique du 7e Bataillon de Chasseurs Alpins, ce dernier rend hommage à Jean Bulle chaque année en envoyant un détachement se recueillir sur sa tombe.

### Héraldique
| Blason de Labergement-du-Navois | Blason  | De sinople au loup passant d'argent ; chapé du même, chargé de deux étoiles à six rais de sable. |
| Blason de Labergement-du-Navois | Détails | Le statut officiel du blason reste à déterminer.                                                 |